# Jacksboro (Tennessee)
 Jacksboro – miasto w Stanach Zjednoczonych, w stanie Tennessee, w hrabstwie Campbell. Według danych z 2000 roku miasto miało 1887 mieszkańców.